# Атре
Атре (фр. Attray) насеље је и општина у централној Француској у региону Центар (регион), у департману Лоаре која припада префектури Питивје.
По подацима из 2011. године у општини је живело 217 становника, а густина насељености је износила 12,96 становника/km². Општина се простире на површини од 16,74 km². Налази се на средњој надморској висини од 136 метара (максималној 137 m, а минималној 105 m).

## Демографија
| 1962. | 1968. | 1975. | 1982. | 1990. | 2011. |
| ----- | ----- | ----- | ----- | ----- | ----- |
| 222   | 217   | 192   | 206   | 198   | 217   |

График промене броја становника у току последњих година